# 国府台女子学院小学部・中学部・高等部
国府台女子学院小学部・中学部・高等部（こうのだいじょしがくいんしょうがくぶ・ちゅうがくぶ・こうとうぶ）は、千葉県市川市菅野三丁目にある私立小学校・中学校・高等学校。
設置者は学校法人平田学園。なお「平田」とは、同じ市川市にある平田の地名ではなく、設立者の平田華蔵（ひらた けぞう、市川市名誉市民）からきている。
小中高一貫女子校であり、浄土真宗本願寺派に基づく仏教の教えを重視している。龍谷総合学園加盟校。
2016年で創立90周年を迎える。

## 設置学科
- 全日制課程
  - 普通科
    - 進学コース
    - 選抜コース
    - 美術・デザインコース

  - 英語科

## 沿革
- 1926年 4月8日 - 国府台高等女学校設立
- 1928年 4月11日 - 国府台学院高等女学校と改称
- 1947年 4月5日 - 学制改革により、国府台学院女子中学校・女子高等学校となる
- 1951年 2月13日 - 私立学校法により、学校法人平田学園設立、校名を国府台女子学院中学部・高等部と改称
- 1960年 4月4日 - 小学部を開設
- 1984年 4月1日 - 高等部英語科・生活教養科を開設
- 2011年 7月30日 - 中学部・高等部新校舎竣工
- 2012年 8月15日 - 小学部新校舎竣工

## 部活動

### 体育系
- 陸上部
- 水泳部
- バスケットボール部
- バレー部
- 卓球部
- 剣道部
- 硬式テニス部
- タッチラグビー部
- ソフトボール部
- ダンス部

### 文化系
- オーケストラ部
- 吹奏楽部
- マンドリン部
- ギター部
- 演劇部
- 文学部
- タイピング部
- アニメーション部
- 放送芸術部
- クッキング部
- 園芸部
- 書道部
- 映画部
- 写真部
- 化学部
- 仏教研究会
- 歴史研究会
- 百人一首競技かるた部
- 美術部
- 軽音部
- 創作絵本部
- 英語部
- 検定部
- ボランティア部
- ビオトープ愛好会
- 民舞クラブ（大太鼓・琉球舞踊）
- 合唱部

## 著名な出身者
- 鳳月杏 - 宝塚歌劇団月組トップスター
- 大野つや子 - 元参議院議員
- 小菅信子 - 歴史学者・政治学者[2]
- 嶋村聖子 - フリーアナウンサー
- 白石小百合 - フリーアナウンサー
- 小尾渚沙 - フリーアナウンサー
- 山本かね子 - 歌人

- 飯田栞月 - ME:I